# Crise política na Bolívia em 2008

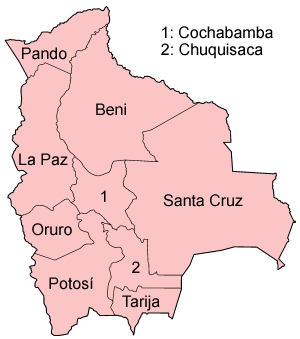
Mapa dos 9 departamentos da Bolívia.

A crise de setembro de 2008 na Bolívia começou com protestos contra o Presidente Evo Morales por parte dos departamentos do leste do país, onde foi decretado estado de sítio. Dezenas de pessoas morreram em confrontos entre manifestantes favoráveis e contrários a Evo Morales, nas ruas das maiores cidades do país. A fronteira com o Brasil chegou a ser fechada mais de uma vez durante o período de setembro a outubro de 2008.
Manifestantes oposicionistas escalaram os protestos atacando a infra-estrutura de gás natural e prédios do governo.
Em Taiguati, no Chaco boliviano (departamento de Tarija), um grupo de opositores ao governo assumiu o controle do gasoduto através do qual o gás combustível é escoado rumo ao Brasil, e destruiu parcialmente o gasoduto. O ataque ao Gasoduto Brasil-Bolívia em setembro de 2008, acabou acelerando o processo de isolamento político dos separatistas. O presidente da YPFB acusou, em entrevista coletiva no Palácio de Governo, grupos de "paramilitares, fascistas e terroristas", organizados por forças opositoras que geraram uma onda de protestos sociais no leste e sul do país, de serem responsáveis pelo atentado.
A violência entre os que apoiam Morales e oponentes já resultou em quase trinta mortes, segundo o governo.

## A crise e as reivindicações dos insurgentes
Os governadores dos departamentos regionais, opositores de Morales (Santa Cruz, Beni, Pando, Tarija e Chuquisaca) exigem que Morales cancele a atual Lei dos Hidrocarbonetos, aprovada pelo parlamento, e que mudou o padrão de distribuição da receita petrolífera. O surgimento do Movimento Libertação da Nação Camba nestes departamentos da Bolívia, que publicamente reivindica o separatismo dessa região e a criação de um novo país, está diretamente relacionado à perda das receitas dos royalties do petróleo e do gás.
Anteriormente, conforme a lei anterior, as regiões recebiam a maior parte dos royalties e do Imposto Direto sobre os Hidrocarbonetos (IDH). O Governo passou a utilizar estes recursos para projetos sociais que atingem todos os departamentos da Bolívia e não apenas os departamentos produtores de petróleo e gás.
Dentre os novos projetos destaca-se a destinação de parte desses recursos para criar um fundo de aposentadoria para pessoas acima dos 60 anos.
Os governadores oposicionistas querem que a verba seja destinada apenas aos departamentos produtores e distribuidores do gás, que sâo os mais ricos do país. Temem também perder totalmente a participação nos royalties dos combustíveis e pretendem garantir maior autonomia administrativa, através de processos que o Executivo qualifica de "ilegais" e "separatistas". Os mesmos governadores rejeitam frontalmente a Constituição proposta por Morales.

## Brasil
O governo brasileiro se posicionou inicialmente no sentido de tentar mediar as negociações entre as partes em conflito. Ao mesmo tempo, na UNASUL deu total apoio à manutenção da ordem, das institucionalidade, da soberania e da integridade territorial da Bolívia.

## Retomada das discussões
O Presidente Evo Morales e um bloco de governadores oposicionistas reiniciaram no dia 5 de outubro conversações para aliviar as tensões políticas no país. Os governadores que pedem mais autonomia e se opõem a suas reformas anticapitalistas e pró-indígenas que suscitaram vários choques.